# Черен глог
Черният глог (Crataegus nigra) е вид черноплодно растение от семейство Розови (Rosaceae).

## Разпространение и местообитание
Видът е разпространен в западния балкан и Панонския басейн, простиращ се от Словакия до Албания. Среща се по краищата на горите, в храстите и покрай реките.

## Описание
Дървото най-често достига до 3 и по-рядко до 6 – 7 метра на височина. Клоните са червенокафяви или лилави, къси, образуващи заоблена корона. Бодлите са малки, с дължина около 1 см. Листата са яйцевидни или триъгълно-яйцевидни, с остър връх и широка клиновидна основа, с дължина около 5 – 9 см, и широчина 4 – 7 см, космати отгоре и мъхести отдолу. Дръжката е с дължина от 1 до 3 см.
Съцветията са изправени, плътни и многоцветни. Цветовете са с диаметър около 1,2 – 1,5 см, с бели и розови венчелистчета при цъфтеж. Чашелистчетата са къси и триъгълни, с тъп връх, зелени или лилави.
Плодовете са сферични, с диаметър до 10 мм, черни, лъскави и сочни. Приблизително 2 хиляди плода се равняват на 1 кг.